# The Honeymooners
The Honeymooners é um seriado de televisão americano clássico criado por Jackie Gleason e estrelado por ele, baseado em um esboço recorrente de comédia de mesmo nome que fazia parte de seu programa de variedades. No seriado segue-se o dia-a-dia do motorista de ônibus de Nova York Ralph Kramden (Gleason), sua esposa Alice (Audrey Meadows) e seu melhor amigo Ed Norton (Art Carney), enquanto eles se envolvem com vários cenários no seu dia-a-dia. A maioria dos episódios girava em torno das más escolhas de Ralph em dilemas absurdos que freqüentemente mostravam sua atitude de julgar rápido em tom cômico, mas também em torno de questões mais sérias, como direitos das mulheres e impressões sociais.
Os esboços foram ao ar originalmente na série de variedades da rede DuMont, Cavalcade of Stars, que Gleason apresentava, e posteriormente no The Jackie Gleason Show, da rede CBS, que foi transmitido ao vivo diante de uma platéia de teatro. A popularidade dos esboços levou Gleason a refazer The Honeymooners como uma série filmada de meia hora, que estreou em 1º de outubro de 1955, na CBS, no lugar da série de variedades. Inicialmente, foi um sucesso de audiência como o programa número 2 nos Estados Unidos durante sua primeira temporada, enfrentando forte concorrência do The Perry Como Show na NBC. O programa acabou caindo para o nº 19, encerrando sua produção após 39 episódios (agora chamados de "episódios clássicos de 39" ). O episódio final de The Honeymooners foi ao ar em 22 de setembro de 1956, embora Gleason revivesse esporadicamente os personagens até 1978.
The Honeymooners foi um dos primeiros programas de televisão dos EUA a retratar casais da classe trabalhadora de uma maneira corajosa e não idílica, já que o show acontece principalmente na cozinha dos Kramdens, em um prédio de apartamentos em Brooklyn.

## Elenco e personagens

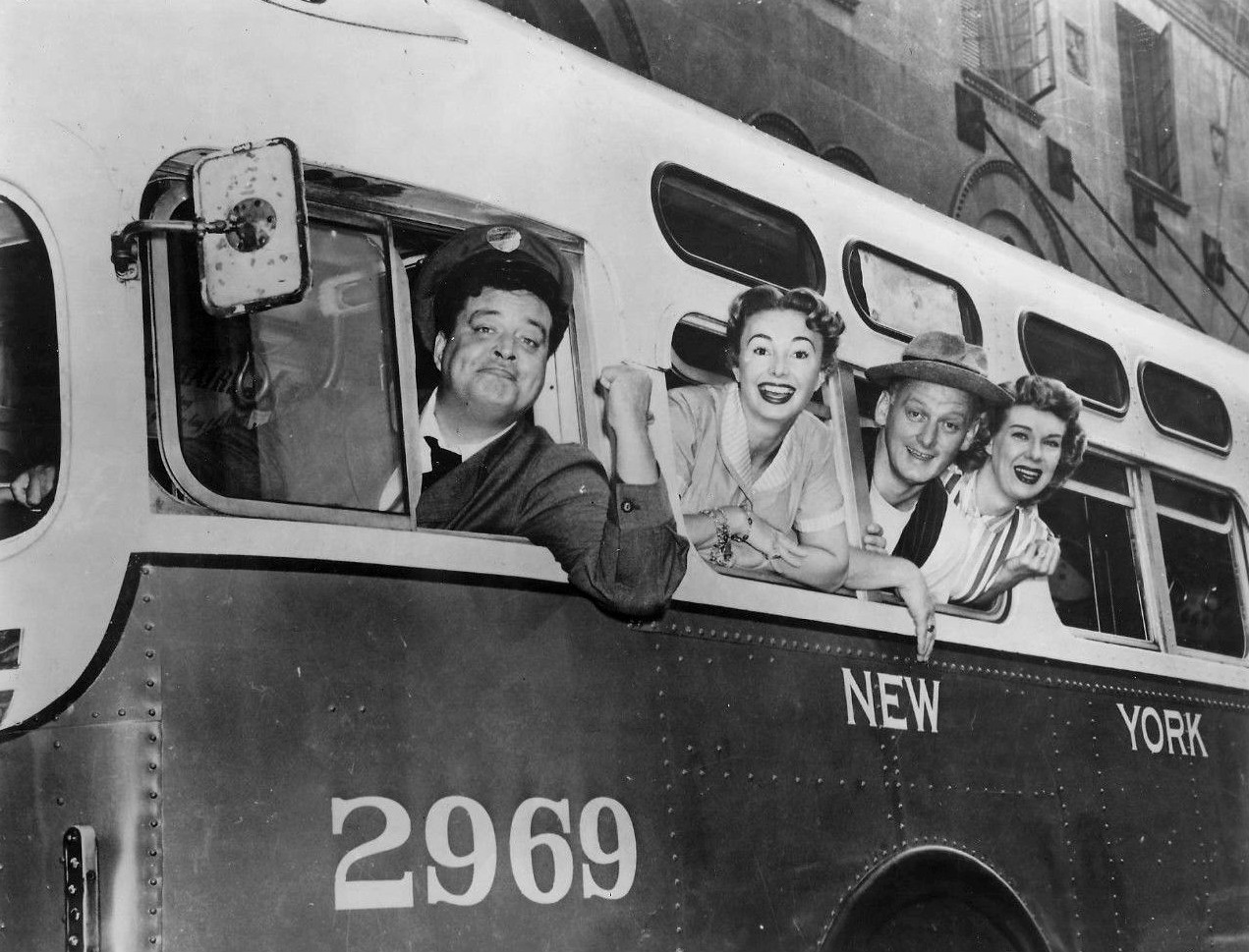
Elenco do show em 1955, quando estreou na CBS.

A maioria dos episódios de The Honeymooners se concentrou em seus quatro personagens principais e geralmente usava conjuntos fixos em seu prédio de apartamentos no Brooklyn. Embora vários personagens secundários fizessem várias aparições e cenas externas ocasionais fossem incorporadas durante a edição, praticamente todas as ações e diálogos aconteciam dentro do apartamento cenográfico.

### Ralph Kramden
Interpretado por Jackie Gleason - um motorista de ônibus da fictícia Gotham Bus Company, com sede em Nova York. Ele nunca é visto dirigindo um ônibus (exceto em fotos publicitárias), mas às vezes é mostrado na estação de ônibus. Ralph fica frustrado com sua falta de sucesso e geralmente desenvolve esquemas de enriquecimento rápido. Ele tem um temperamento explosivo, frequentemente recorrendo a berros, insultos e ameaças ocas. Bem escondido sob as muitas camadas de confusão, no entanto, está um homem de coração mole que ama sua esposa e é dedicado ao seu melhor amigo, Ed Norton. Ralph gosta - e é proficiente em - jogar boliche e jogar sinuca, e é um membro entusiasmado da fictícia Ordem Leal de Guaxinins (embora em vários episódios um quadro-negro na loja liste suas dívidas em atraso). A mãe de Ralph raramente é mencionada, embora ela apareça em um episódio. O pai de Ralph é mencionado apenas em um episódio ("Young Man with a Horn") como tendo dado a Ralph uma corneta  que ele aprendeu a tocar quando menino, e insiste em continuar quando Alice sugere que ele seja jogado fora.
O personagem Ralph foi membro honorário do sindicato dos verdadeiros motoristas de ônibus da cidade de Nova York (Local 100 do Sindicato dos Trabalhadores dos Transportes) durante o decorrer do show, e um depósito de ônibus do Brooklyn foi nomeado em homenagem a Gleason após sua morte. Ralph Kramden foi a inspiração para o personagem animado Fred Flintstone.

#### Estátua de Ralph Kramden
Uma estátua de bronze de dois metros e meio de altura de um alegre Jackie Gleason de uniforme de motorista de ônibus fica em frente ao terminal de ônibus Port Authority, no centro de Manhattan.

### Alice Kramden
Alice (nascida Alice Gibson), presente nos nove primeiros esquetes, começando em 1951 e terminando em janeiro de 1952  por Pert Kelton e por Audrey Meadows em todos os episódios restantes, é a esposa paciente, mas com a língua afiada, de Ralph. Ela freqüentemente se vê sofrendo com o impacto dos insultos de Ralph, que retorna com um sarcasmo cortante. Ela é equilibrada, em contraste com o padrão de Ralph de inventar vários esquemas para aumentar sua riqueza ou seu orgulho. Em cada um dos casos, ela vê a atual impossibilidade de trabalhar, mas ele fica zangado e ignora os conselhos dela (e no final do episódio, suas dúvidas quase sempre são comprovadas como bem fundamentadas). Ela se acostumou às ameaças vazias dele. Alice estudou para ser secretária antes do casamento e trabalha brevemente nessa função quando Ralph é demitido. Wilma Flintstone é baseada em Alice Kramden.
Outro papel que se opõe à Ralph é a mãe de Alice, que é ainda mais afiada que a filha. Ela despreza Ralph como um mau provedor. O pai de Alice é ocasionalmente mencionado, mas nunca visto. A irmã de Alice, Agnes, apareceu em um episódio (Ralph compromete o casamento de sua cunhada depois de dar alguns conselhos ruins ao noivo, mas tudo acaba dando certo). Ralph e Alice viveram com a mãe por seis anos depois de se casarem antes de conseguirem seu próprio apartamento. Em um renascimento de 1967, Ralph se refere a Alice (interpretada por Sheila MacRae 1966–70 e mais uma vez em 1973) como sendo uma das 12 crianças com o pai nunca trabalhando.
The Honeymooners apareceu originalmente como um esboço no Cavalcade of Stars da DuMont Network, com o papel de Alice interpretada por Pert Kelton (1907–1968). Quando seu contrato com a DuMont expirou, Gleason mudou-se para a rede da CBS, onde ele tinha The Jackie Gleason Show, e o papel de Alice foi para Audrey Meadows porque Kelton havia sido incluída na lista negra durante as audiências de McCarthy que investigavam atividades supostamente comunistas no mundo do entretenimento.

### Edward Lillywhite "Ed" Norton

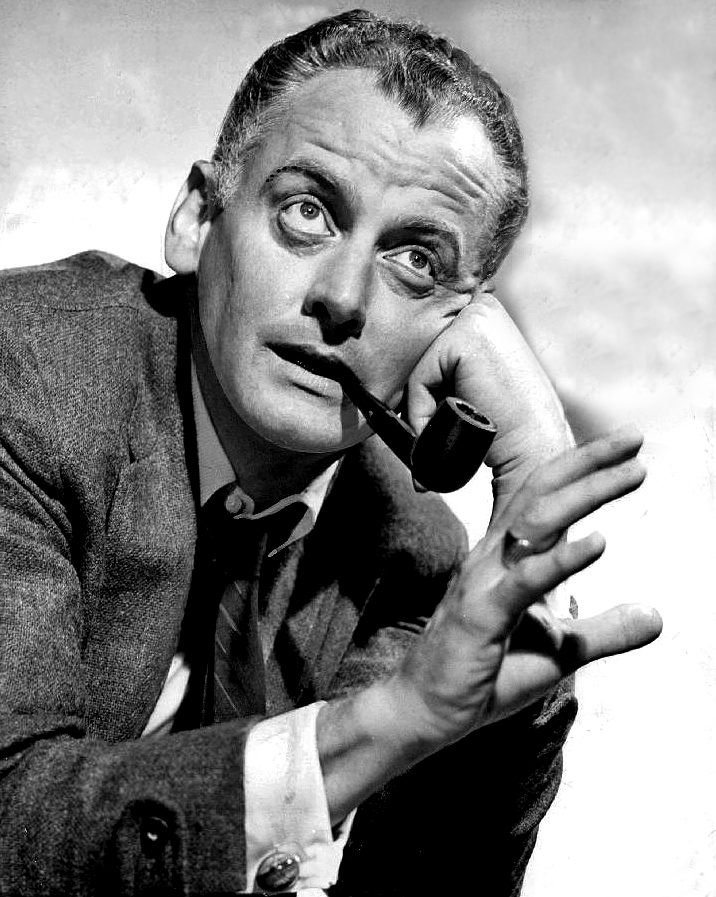
O ator Art Carney ganhou vários prêmios por interpretar Ed Norton

Interpretado por Art Carney; um trabalhador de esgoto municipal de Nova York e o melhor amigo de Ralph (e vizinho de cima). Ele é consideravelmente mais bem-humorado que Ralph, mas, mesmo assim, troca insultos com ele regularmente. Ed (normalmente chamado de "Norton" por Ralph e às vezes por sua própria esposa, Trixie) geralmente se confunde com os planos de Ralph. Sua natureza despreocupada e bastante tênue geralmente resulta em aumentar a ira de Ralph, enquanto Ralph frequentemente o ataca com abuso verbal e o expulsa do apartamento quando Ed o irrita. Na maioria dos episódios, Ed mostra-se mais querido e mais calmo do que Ralph, apesar de sua maneira despretensiosa e do fato de que ele geralmente deixa Ralph assumir a liderança em suas aventuras. Segundo a Entertainment Weekly, Norton é um dos "maiores companheiros". Ed trabalhou no departamento de esgoto da cidade de Nova York e descreveu seu trabalho como "Sub-supervisor na subdivisão do departamento de saneamento subterrâneo, eu apenas continuo avançando". Ele serviu na Marinha dos EUA, portanto é um veterano da Segunda Guerra Mundial, e usou seu dinheiro do G. I. Bill para pagar pela escola de digitação, mas sentiu que não podia trabalhar em um escritório porque odiava trabalhar em espaços confinados. As relativamente poucas cenas do apartamento de Norton mostraram que ele tinha o mesmo layout dos Kramdens, mas com uma decoração mais agradável. Embora Norton receba o mesmo salário semanal de US $ 62 que Ralph (cerca de US $ 595 em dólares de 2019), seu padrão de vida mais alto pode ser explicado pelo uso mais livre de crédito da Norton. Como Ralph, Ed gosta e é bom em jogar boliche e jogar bilhar. Ed é a inspiração para Barney Rubble em The Flintstones. Ele também é a inspiração por trás do Yogi Bear (em termos de design, roupas e maneirismos).
Em 1999, o TV Guide o classificou em 20º na lista dos "50 Maiores Personagens de TV de Todos os Tempos".

### Thelma "Trixie" Norton
Mais conhecida pela atuação de Joyce Randolph, é a esposa de Ed e a melhor amiga de Alice. Ela não apareceu em todos os episódios e tinha um caráter menos desenvolvido, embora se mostre um pouco mandona em relação ao marido. Em um episódio, ela surpreendentemente é retratada como uma prostituta de piscina. Em outro episódio, Ralph insulta Trixie fazendo uma referência ao Minsky (um famoso teatro burlesco de Nova York; o personagem original de Trixie era uma ex-dançarina burlesca). Existem algumas referências ao histórico burlesco de Trixie nos episódios perdidos (por exemplo, Norton: "Toda noite eu a encontrava nos bastidores e lhe entregava uma rosa   . . . . Era a fantasia dela!") Randolph interpretou Trixie como uma dona de casa comum, um tanto pudica. Em um especial de 1967, Trixie (interpretada por Jane Kean de 1966 a 1970 e 1976 a 1978) negou ressentidamente as implicações de Ralph de que ela "trabalhava em burlesco", à qual ele respondeu "Se o sapato servir, tire-o". Trixie é a inspiração para Betty Rubble em The Flintstones .
Elaine Stritch foi a primeira e original Trixie Norton. O papel da ex-dançarina foi reescrito e reformulado após apenas um episódio, com Randolph interpretando o personagem como dona de casa.

### Outros
Alguns dos atores que apareceram várias vezes no programa incluem George O. Petrie e Frank Marth como vários personagens, Ethel Owen como mãe de Alice, Zamah Cunningham como vizinha do prédio, Sra. Manicotti e Cliff Hall como presidente da Raccoon Lodge.
Ronnie Burns, filho de George Burns e Gracie Allen, fez uma aparição em um episódio. Em outro episódio, Ed Norton faz uma referência a um colega de trabalho "Nat Birnbaum" (como em "'nat", uma palavra de três letras para erro ", diz o aficionado por palavras cruzadas Norton). O nome verdadeiro de George Burns era Nathan Birnbaum.

### O apartamento
Os Kramdens e Nortons moravam em um prédio na 328 Chauncey Street em Bensonhurst, Brooklyn, Nova York, um aceno ao fato de que Jackie Gleason morou lá depois que sua família se mudou de sua cidade natal, na 364 Chauncey Street. No episódio de 1955, "O trabalho de uma mulher nunca é feito", o endereço é conhecido como 728 Chauncey Street. O proprietário do apartamento é o Sr. Johnson. Nos episódios gravados de 1967 a 1970, o endereço do prédio mudou para 358 Chauncey Street, e o número do apartamento de Kramden é 3B. A atual 328 Chauncey Street está localizada na seção Stuyvesant Heights do bairro, aproximadamente 13 quilômetros a nordeste da localização fictícia do programa.

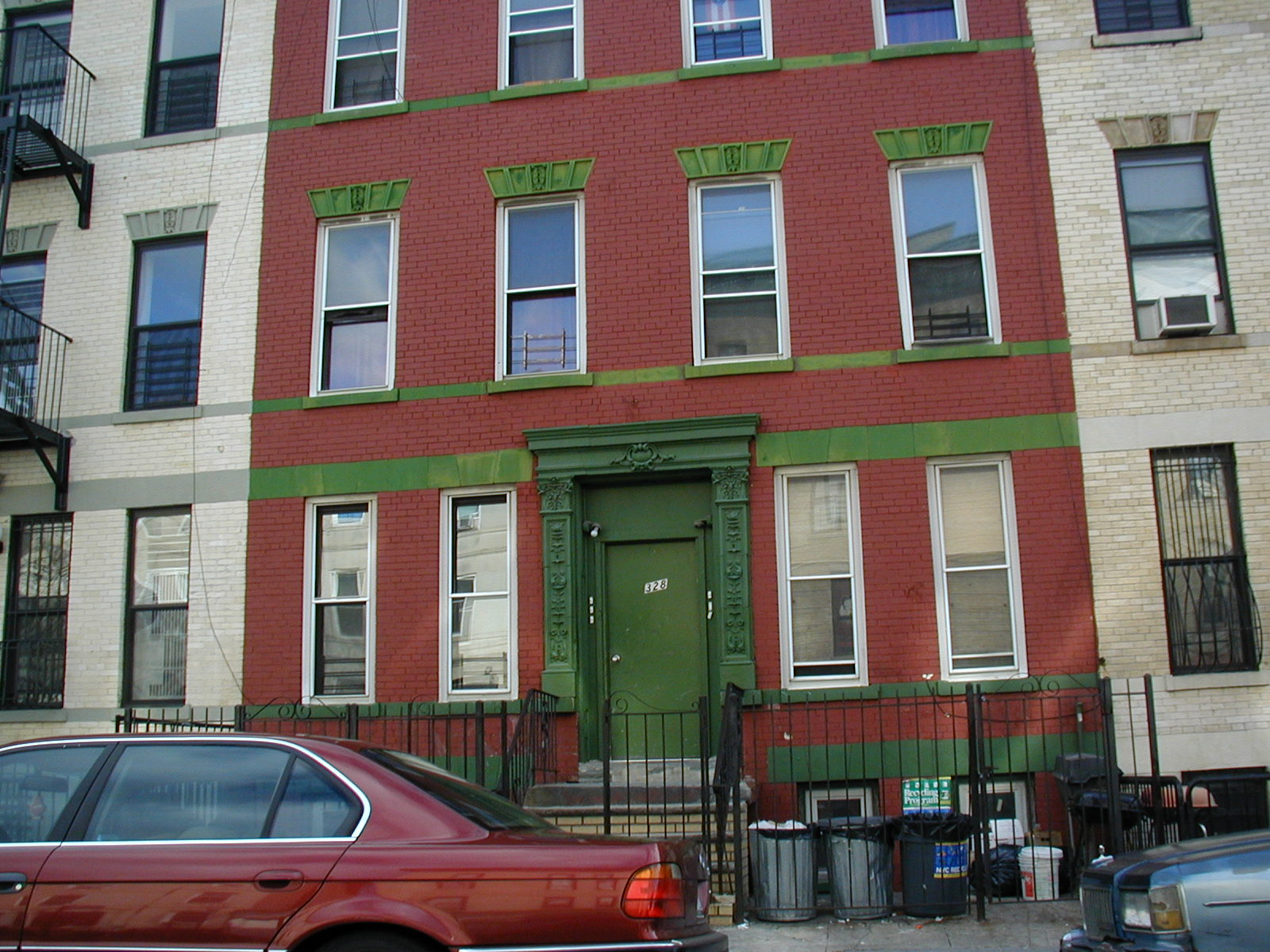
A verdadeira 328 Chauncey Street

## Enredo
A maioria dos episódios do The Honeymooners ocorre no pequeno apartamento de dois quartos de Ralph e Alice Kramden. Outras configurações usadas no show incluem o depósito da Gotham Bus Company, o Raccoon Lodge, um salão de piscina do bairro, um banco de parque onde Ralph e Ed ocasionalmente se encontram para almoçar, e de vez em quando o apartamento dos Nortons. Muitos episódios começam com a imagem de Alice no apartamento aguardando a chegada de Ralph do trabalho. A maioria dos episódios se concentra nos personagens de Ralph e Ed, embora Alice tenha desempenhado um papel substancial. Trixie teve um papel menor na série, e não apareceu em todos os episódios, como fizeram os outros três. Cada episódio apresentou uma história independente, que raramente foi transferida para uma história subsequente. O programa empregou uma série de clichês e enredos de sitcom padrão, particularmente os de ciúmes, esquemas de enriquecimento rápido e mal-entendidos cômicos.

## História

### Origens
Em julho de 1950, Jackie Gleason assumiu como apresentador do Cavalcade of Stars, um programa de variedades que foi ao ar na difícil rede de televisão DuMont. Após o primeiro ano, ele e seus roteiristas Harry Crane e Joe Bigelow  desenvolveram um esboço que se baseava em situações domésticas familiares para seu material. Baseado no popular programa de rádio The Bickersons, Gleason queria um retrato realista da vida de um marido e uma esposa pobres que viviam no Brooklyn, sua cidade natal. O casal discutia continuamente, mas finalmente demonstrava amor um pelo outro. Depois de rejeitar títulos como "The Beast", "The Lovers" e "The Couple Next Door", Gleason e sua equipe decidiram por "The Honeymooners". Gleason assumiu o papel de Ralph Kramden, um motorista de ônibus barulhento, e escolheu a atriz veterana de filmes de comédia Pert Kelton para o papel de Alice Kramden, a esposa azeda e sofredora de Ralph.
"The Honeymooners" estreou em 5 de outubro de 1951, como um esboço de seis minutos. Art Carney, membro do elenco, fez uma breve aparição como um policial que é atingido por farinha que Ralph jogara pela janela. O tom desses esboços iniciais era muito mais sombrio do que as séries posteriores, com Ralph exibindo extrema amargura e frustração com seu casamento com uma mulher de meia idade igualmente amarga e argumentativa (Kelton tinha nove anos mais que Gleason). As lutas financeiras dos Kramdens espelhavam as do início da vida de Gleason no Brooklyn, e ele se esforçou ao duplicar no set do interior do apartamento onde cresceu (até o endereço de infância de 328 Chauncey Street). Os Kramdens - e mais tarde os Nortons quando esses personagens foram adicionados - não têm filhos, uma questão explorada apenas ocasionalmente, mas uma condição na qual Gleason insistia. Ralph e Alice adotaram legalmente uma menininha a quem deram o nome de Ralphina (porque ele realmente queria um menininho com o nome de si mesmo, mas se apaixonou pela menininha que a agência havia colocado com eles). No entanto, a mãe biológica solicitou a devolução do bebê e a agência perguntou se os Kramdens estariam dispostos a fazê-lo, mesmo sendo pais legais. Ralph concordou e declarou que eles a visitariam e ela teria um Papai Noel na vida real todo Natal. Algumas esquetes posteriores fizeram Ralph erroneamente acreditar por um tempo que Alice estava grávida.
Devido em parte à variedade colorida de personagens que Gleason inventou, Cavalcade of Stars se tornou um enorme sucesso para DuMont. Aumentou sua participação no público de nove para 25%. O contrato de Gleason com a DuMont expirou no verão de 1952, e a rede, em crise financeira, não conseguiu um novo contrato, então ele passou para a CBS.

### Mover para CBS
O presidente da CBS, William S. Paley, em julho de 1952, garantiu que o elenco do antigo conjunto da DuMont que estava se tornando The Jackie Gleason Show embarcasse em uma turnê promocional de cinco semanas pelos EUA, com grande sucesso, realizando uma variedade de números e esboços musicais (incluindo o popular "Honeymooners"). No entanto, a atriz Pert Kelton, que interpretou Alice Kramden e outros papéis, estava na lista negra na época e foi substituída na turnê pela atriz Beulah Ginger Jones, que posteriormente também foi incluída na lista negra (que já havia sido nomeada na lista negra dos Red Channels) pela CBS. Todas essas manobras políticas significaram mais uma nova Alice.

Ralph Kramden (Jackie Gleason) com Ed Norton (Art Carney) e Alice Kramden (Audrey Meadows) em uma cena de Honeymooners.

A substituta de Jones foi Audrey Meadows, conhecida por seu trabalho no musical da Broadway de 1951, Top Banana, e no programa de televisão Bob and Ray. No entanto, antes de ser escalada para a CBS, Meadows teve que superar as reservas de Gleason sobre ela ser atraente demais para tornar uma Alice credível. Para conseguir isso, contratou um fotógrafo para ir ao apartamento de manhã cedo e tirar fotos dela sem maquiagem, vestida com um robe rasgado e com o cabelo despenteado. Quando as fotos foram entregues a Gleason, ele olhou para elas e disse: "Essa é a nossa Alice". Quando se explicou quem era, Gleason teria dito: "Qualquer dama que tenha um senso de humor como esse merece o emprego". Com a adição de Meadows, a agora icônica linha "Honeymooners" de Gleason, Carney, Meadows e Randolph estava em vigor.

### Os "39 clássicos" episódios
Os episódios "Classic 39" de The Honeymooners são os que originalmente foram exibidos como uma comédia semanal de meia hora na CBS, de outubro de 1955 a setembro de 1956.
Antes de expirar o contrato inicial de três anos de Gleason com a CBS, ele recebeu um contrato muito maior pela divisão Buick da CBS e da General Motors (a montadora abandonou o patrocínio do Buick-Berle Show de Milton Berle após duas temporadas na NBC). O contrato de três anos, avaliado em US $ 11 milhões, era na época um dos maiores da história do show business. Ele pediu que Gleason produzisse 78 episódios filmados de The Honeymooners em duas temporadas, com a opção de uma terceira temporada de mais 39. Ele estava programado para receber US $ 65.000 por cada episódio (US $ 70.000 por episódio na segunda temporada), mas teve que pagar todos os custos de produção dessa quantia. Art Carney recebeu US $ 3.500 por semana, Audrey Meadows US $ 2.000 e Joyce Randolph (que não apareceu em todos os episódios) US $ 500 por semana. A produção para The Honeymooners foi realizada pela Jackie Gleason Enterprises Inc., que também produziu a participação do show, Stage Show, estrelado por The Dorsey Brothers. Segundo informações, apenas Audrey Meadows, que mais tarde se tornou banqueira, recebeu resíduos quando os episódios "Classic 39" foram retransmitidos em reprises sindicalizadas. Seu irmão Edward, um advogado, havia inserido a linguagem nesse sentido em seu contrato. No entanto, Joyce Randolph, que interpretou Trixie Norton, recebeu pagamentos de royalties quando os episódios "perdidos" de Honeymooners dos programas de variedades foram lançados.
O primeiro episódio da nova série de meia hora foi ao ar no sábado, 1º de outubro de 1955, às 20h30, horário do leste (durante o horário nobre), ao lado de Ozark Jubilee na ABC e The Perry Como Show na NBC.
A reação crítica inicial para os episódios de meia hora da comédia foi mista. O New York Times e a Broadcasting & Telecasting Magazine escreveram que era "trabalhoso" e carecia da espontaneidade dos esboços ao vivo. Mas a TV Guide o elogiou como "agitado", "estúpido" e "acelerado". Em fevereiro de 1956, o show foi transferido para as 20h, mas já havia começado a perder espectadores para o imensamente popular Perry Como Show. Os escritores de Gleason também começaram a se sentir confinados pelo formato restritivo de meia hora - nas temporadas anteriores, os esboços duravam 35 minutos ou mais - e Gleason achava que estavam começando a ficar sem idéias originais. Então, depois de apenas uma temporada, Gleason e CBS concordaram em cancelar The Honeymooners, que exibiu seu 39º e último episódio original em 22 de setembro de 1956. Ao explicar sua decisão de encerrar o programa com US $ 7 milhões restantes em seu contrato, Gleason disse: "A excelência do material não pôde ser mantida, e eu tinha muito carinho pelo programa para baratear o orçamento". Gleason posteriormente vendeu os filmes dos episódios "Classic 39" do programa para a CBS por US $ 1,5 milhão.

## Prêmios
Art Carney ganhou cinco prêmios Emmy por interpretar Ed Norton - dois no Jackie Gleason Show original, um no The Honeymooners e dois na versão final do The Jackie Gleason Show. Ele foi indicado para mais dois (em 1957 e 1966), mas perdeu. Gleason e Meadows foram indicados em 1956 por seu trabalho em The Honeymooners. Gleason foi indicado para Melhor Ator, mas perdeu para Phil Silvers, enquanto Meadows foi indicada para Melhor Atriz Coadjuvante, mas perdeu para Nanette Fabray. Meadows também foi nomeada para Emmys por seu papel de Alice Kramden em 1954 e 1957.

## Legado
Devido à sua popularidade duradoura, The Honeymooners foi referenciado inúmeras vezes na cultura pop americana e serviu de inspiração para outros programas de televisão, principalmente os Flintstones. O show também introduziu frases de efeito memoráveis na cultura americana, como "Bang, zoom, direto para a Lua!" , "Um destes dias   ... um destes dias   . . ., " " Homina, homina, homina" e "Baby, você é o melhor ".

### Os Flintstones
Em 1960, o seriado de animação produzido por Hanna-Barbera, The Flintstones, estreou no canal ABC. Muitos críticos e telespectadores notaram a grande semelhança das premissas e personagens do programa com a de The Honeymooners. Em várias entrevistas ao longo dos anos, os co-criadores William Hanna e Joseph Barbera declararam que The Honeymooners foi usado como base para o conceito de The Flintstones. Gleason disse mais tarde que considerava processar, mas decidiu que se tornar conhecido como "o cara que arrancou Fred Flintstone do ar" não valia a publicidade negativa.